# Isla Mayor
Isla Mayor é um município da Espanha, na província de Sevilha, comunidade autónoma da Andaluzia. Tem 114,38 km² de área e em 2021 tinha 5 826 habitantes (densidade: 50,9 hab./km²). Pertence à Comarca Metropolitana de Sevilla, limitando com os municípios de Aznalcázar e La Puebla del Río.